# جو تیلور (بازیکن فوتبال)
جو تیلور (انگلیسی: Joe Taylor؛ زادهٔ ۱۸ نوامبر ۲۰۰۲بازیکن فوتبال اهل ولز است.
از باشگاه‌هایی که در آن بازی کرده است می‌توان به باشگاه فوتبال لوتون تاون اشاره کرد.
وی همچنین در تیم ملی فوتبال زیر ۲۱ سال ولز بازی کرده است.